# Crepidinae
Crepidinae es una subtribu de la tribu Cichorieae de fanerógamas perteneciente a la familia Asteraceae, subfamilia Cichorioideae, con una veintena de
géneros, reuniendo unas 360 especies aceptadas, lo que la hace la subtribu más amplia de los Cichorieae.

## Distribución
En su conjunto, la subtribu es prácticamente cosmopolita.

## Géneros aceptados
- Acanthocephalus Kar. & Kir. - 2 spp.
- Askellia W.A.Weber - 11 spp.
- Crepidiastrum Nakai - 21 spp.
- Crepis L. - 250 spp.
- Dubyaea DC. - 14 spp.
- Garhadiolus Jaub. & Spach - 3 spp.
- Heteracia Fisch. & C.A.Mey. - 1 sp.
- Heteroderis (Bunge) Boiss. - 1 sp.
- Hololeion Kitam. - 3 spp.
- Ixeridium (A.Gray) Tzvelev in Komarov - 16 spp.
- Ixeris (Cass.) Cass. in Cuvier - 14 spp.
- Lagoseriopsis Kirp. in Komarov - 1 sp.
- Lapsana L. - 1 sp.
- Lapsanastrum Pak & K.Bremer - 4 spp.
- Nabalus Cass. in Cuvier - 19 spp.
- Rhagadiolus Juss. - 2 spp.
- Sonchella Sennikov - 2 spp.
- Soroseris Stebbins - 7 spp.
- Spiroseris Rech.f.- 1 sp.
- Syncalathium Lipsch. in Sokhava - 5 spp.
- Taraxacum F.H.Wigg.- 155 spp.
- Youngia Cass.- 36 spp.[1]